# Arnoszt z Hostinki
Arnoszt z Hostinki (cz. Arnošt z Hostýně, zm. 1342) – czeski szlachcic, burgrabia kłodzki z Hostinki.
Arnoszt pochodził ze starej czeskiej rodziny, która w swoim herbie miała połowę białego konia na czerwonym polu. Był potomkiem Držislava, który sprawował funkcję sędziego w latach 1266–1269, za panowania króla Przemysła Ottokara II. Arnoszt wstąpił na służbę królewską jako burgrabia w Kłodzku, gdzie prawdopodobnie urodził się jego syn Arnoszt z Pardubic (1297–1364), późniejszy pierwszy arcybiskup Pragi. Około 1327 nabył dobra pardubickie w zamian za zamek Vízmburk koło Upic. Rozpoczął przebudowę twierdzy pardubickiej na zamek wodny. W sąsiedztwie założyły nowe miasto, które przejęło jego herb jako swój własny. Miał czterech synów: 
- Arnoszta, wspomnianego wcześniej,
- Bohuša(inne języki) (zm. 1358)
- Smila
- Viléma.

Arnosz zmarł w 1342 i został pochowany w kościele pw. św. Idziego klasztoru kanoników regularnych. Obok pochowano jego żonę Adličkę, która zmarła po 1343. Po zniszczeniu klasztoru i kościoła w 1421 w czasie II wojny husyckiej marmurowy nagrobek przeniesiono do nowego kościoła pw. Idziego w Pardubicach i wmurowano w posadzkę. Podczas odbudowy kościoła w 1904 płytę umieszczono na murze pobliskiej dzwonnicy, gdzie działania czynników atmosferycznych całkowicie zniszczyło napisy. Po 1960 płyta przechowywana była w lapidarium Muzeum Wschodnioczeskiego na zamku w Pardubicach.